# Svenska Dartförbundet
Svenska Dartförbundet (SvDF) är ett riksförbund som kom till för att organisera darten i Sverige. Förbundet blev medlem i Riksidrottsförbundet 17 maj 2009. Förbundet bildades den 7 april 1973.

## Medlemmar i Svenska Dartförbundet
Genom sitt medlemskap i RF så behövde en organisationsförändring till. Dartdistrikten som tidigare varit medlemmar i SvDF blev på sätt och vis överflödiga när klubbarna istället blev medlemmar i den nya organisationen.
Dartdistrikten fick till uppgift av SvDF att samordna den lokala verksamheten och blev således distriktsförbund istället.
SvDF:s medlemmar är klubbarna, klubbarnas medlemmar är spelarna.

### Distriktsförbund i SvDF
- Dalarnas Dartförbund DDF (Dalarnas län)
- Gävleborgs Dartförbund GäDF (Gävleborgs län)
- Götalands Dartförbund GDF (Blekinge län, Kronobergs län, Kalmar län, Jönköpings län)
- Nedre Norrlands Dartförbund NNDF (Jämtlands län, Västernorrlands län)
- Norrlands Dartförbund NDF (Västerbottens län, Norrbottens län)
- Skånska Dartförbundet SDF (Skåne län)
- Stockholms Dartförbund StDF (Stockholms län, Gotland län)
- Svealands Dartförbund SvlDF (Västmanlands län, Södermanlands län, Örebro län)
- Uppsala Dartförbund UDF (Uppsala län)
- Västsvenska Dartförbundet VDF (Hallands län, Västra Götalands län, Värmlands län)
- Östergötlands Dartförbund ÖDF (Östergötlands län)

## Svenska mästare genom åren

### Herrsingel
- 1967, Ingvar Björk, Piperska M.
- 1968, inga tävlingar
- 1969, Ingvar Björk, Nightcap CS.
- 1970, Peter Poulsen, Kvarnen.
- 1971, Ingvar Björk, Nightcap CS.
- 1972, Orvar Svensson, Nightcap CS.
- 1973, Orvar Svensson, Nightcap CS.
- 1974, Tom Bäfverfeldt Tennstopets DK.
- 1975, Gunnar Moberg, Stockholms SDC.
- 1976, Stefan Lord, Stockholms SDC.
- 1977, Stefan Lord, Stockholms SDC.
- 1978, Stefan Lord, Stockholms SDC.
- 1979, Stefan Lord, Stockholms SDC.
- 1980, Stefan Lord, Stockholms SDC.
- 1981, Stefan Lord, Stockholms SDC.
- 1982, Stefan Lord, Stockholms SDC.
- 1983, Stefan Lord, Stockholms SDC.
- 1984, Stefan Lord, Stockholms SDC.
- 1985, Lars-Erik Karlsson, Larsbergs DC,
- 1986, Stefan Lord, Stockholms SDC.
- 1987, Stefan Lord, Stockholms SDC.
- 1988, Stefan Lord, Stockholms SDC.
- 1989, Stefan Lord, Stockholms SDC.
- 1990, Lars-Erik Karlsson, Stockholms SDC.
- 1991, Leif Öhrling, Göteborgs DC.
- 1992, Michael Armblad, Tosspots II DC.
- 1993, Stefan Nagy, City DC.
- 1994, Stefan Johansson, City DC.
- 1995, Göran Klemme, City DC.
- 1996, Ronny Röhr, Free Dart.
- 1997, Pär Riihonen, All Star DT.
- 1998, Peter Brolin, Steel Arms DA.
- 1999, Jari Yllikaupila, Gusums DK
- 2004, Markus Korhonen, Stockholms SDC.
- 2005, Kenneth Högwall, Stockholms SDC
- 2006, Göran Klemme, MAD.
- 2007, Alan Norris, Kungsbacka.
- 2008, Kenneth Högwall, Stockholms SDC.
- 2009, Magnus Caris, Steeltons.
- 2010, Magnus Caris, Steeltons.
- 2011, Dennis Nilsson, Sola DC
- 2012, Mats Andersson, Steeltons
- 2013, Veine Hagen, Bro DC
- 2014, David Pettersson, Etanol DC
- 2015, Peter Sajwani, Bro DC
- 2016, Martin Koverhult, Belkin DC.
- 2017, Andreas Harrysson, Målilla DC
- 2018, Andreas Harrysson, Målilla DC
- 2019, Andreas Harrysson, Målilla DC
- 2020, Henrik Sjöberg, Sola DC
- 2021, Coronapandemin
- 2022, Oskar Lukasiak, Belkin DC
- 2023, Lennart Efraimsson, Sola DC

### Damsingel
- 1967, Susanne Ulvenfeldt, Sherlock Holmes.
- 1968, Inga tävlingar
- 1969, Monica Brandt, Kvarnen.
- 1970, Beatrice Kronmyr, Kvarnen.
- 1971, Monica Brandt, Kvarnen.
- 1972, Margareta Lissmyr, Rospiggen.
- 1973, Elisabeth Jacobs, Tudor Arms.
- 1974, Gisela Nordlander, Fredman.
- 1975, Eva Johansson, Ludvika DC.
- 1976, Margareta Groos, Tudor Arms.
- 1977, Berit Malm, Nightcap CS.
- 1978, Siv Cermén, Old Bowler DT.
- 1979, Mia Jansson, Täby DC.
- 1980, Carina Sahlberg, Mocambo.
- 1981, Monica Rolfner, Mocambo.
- 1982, Annica Gustavsson, Stockholms SDC.
- 1983, Maarit Fagerholm, Larsbergs DC.
- 1984, Maarit Fagerholm, Larsbergs DC.
- 1985, Carina Sahlberg, No Name DC.
- 1986, Marianne Nygren, Dark Horse DC.
- 1987, Carina Sahlberg, No Name DC.
- 1988, Maarit Fagerholm, Larsbergs DC.
- 1989, Carina Sahlberg, No Name DC.
- 1990, Yvonne Hyltén, Wintergarden DC,
- 1991, Marianne Nygren, Fernlövs BE.
- 1992, Tine Pettersson, Wintergardens DC,
- 1993, Åsa Törmä, Rackis DC.
- 1994, Kristiina Korpi, Kongens DK.
- 1995, Jessika Larsson, Dream Team.
- 1996, Linda Nilsson, Dream Team.
- 1997, Linda Nilsson, Dream Team.
- 1998, Grethel Andersson, Tennstopets Tjejer,
- 1999, Anki Lundström,Steel Arms
- 2004, Maud Jansson, Steeltons.
- 2006, Carina Ekberg, Lödde.
- 2008, Carina Ekberg, Lödde.
- 2009, Paulina Söderström, Steeltons
- 2010, Anna Forsmark Göteborg

### Damdubbel
- 1987:Ann-Christin Ahlkvist/Christina Borgh, Larsbergs DC

### Mixeddubbel
- 2003:Roland Lenngren,SPIK/Anki Lundström,KBA
- 2010: David Pettersson, Sola DC/Anna Ring, Steeltons.

### Juniorsingel pojkar
- 2003, Christian Johnsson, 25:an ÖDC.
- 2004, Oskar Lukasiak, Bro DC.
- 2005, Oskar Lukasiak, Bro DC.
- 2006, Oscar Nilsson, Old Bowler DT.
- 2007, Oskar Lukasiak, Bro DC.
- 2008, Oskar Lukasiak, Bro DC.
- 2009, Oskar Lukasiak, Bro DC.
- 2010
- 2011
- 2012
- 2013, Viktor Tingström, Spikkastarna.
- 2014, Hampus Norrström, Gunnebo DK.
- 2015, Mattias Flodin, Bro DC.
- 2016, Hampus Norrström, Gunnebo DK.
- 2017, Oskar Vågberg, Basil DC.
- 2018, Oskar Vågberg, Sirius DC.
- 2019, Viktor Tingström, Spikkastarna.
- 2020, Sebastian Caris, Steel Tons.
- 2021, Coronapandemin
- 2022, Claes Ångbäck, City DC.
- 2023, Claes Ångbäck, City DC.

### Juniorsingel flickor
- 1996, Sofie Lagerqvist, Team 26
- 2005, Emelie Lindell, Team Teachers VH.
- 2006, Linda Odén, Old Bowler DT.
- 2007, Linda Odén, Old Bowler DT.
- 2008, Linda Odén, Old Bowler DT.
- 2009, Gabriella Asthammar, Atlantis.

### U21 singel
- 2010, Oskar Lukasiak, Bro DC.
- 2011, Charlie Guldvinge, Hammarstrands DK.

### SM i Distriktslag

#### (Sweden Cup)
- 2009 Lagtävlan (totalpoäng alla klasser), VDD lag 1
- 2009 Herrdubbel Dennis Nilsson / Pär Riihonen VDD lag 1
- 2009 Damdubbel Å Borgström / L Eriksson UDD
- 2009 Herrsingel  Ronny Röhr VDD lag 2
- 2009 Damsingel Jessika Petersson GDD
- 2009 lagspel VDD lag 1
- 2010 Lagtävlan (totalpoäng alla klasser), VDD lag 1
- 2010 Herrdubbel Bo Larsson / Dennis Nilsson VDD 1
- 2010 Damdubbel Anna Forsmark / Hannah Eneroth VDD 1
- 2010 Herrsingel Daniel Larsson VDD 1
- 2010 Damsingel Grethel Glasö StDF 1 2 Zaida Andersson StDF 2
- 2010 Lagspel VDD 1

### SM i klubblag

#### Elitserien Herrar (Öppen serie)
- 1977/1978 Stockholms Super DC
- 1978/1979 Stockholms Super DC
- 1979/1980 Three Barrels Int'l
- 1980/1981 Stockholms Super DC
- 1981/1982 Stockholms Super DC
- 1982/1983 Stockholms Super DC
- 1983/1984 Stockholms Super DC
- 1984/1985 Inställd
- 1985/1986 Stockholms Super DC
- 1986/1987 Kvarnen
- 1987/1988 Stockholms Super DC
- 1988/1989 Stockholms Super DC
- 1989/1990 Stockholms Super DC
- 1990/1991 Stockholms Super DC
- 1991/1992 Engelen
- 1992/1993 Stockholms Super DC
- 1993/1994 Göteborgs DC
- 1994/1995 Göteborgs DC
- 1995/1996 Göteborgs DC

#### Elitserien Damer
- 1981/1982  Tennstopets DK
- 1982/1983  Wintergarden DC
- 1983/1984  No Name DC
- 1984/1985  Inställd (Cancelled)
- 1985/1986  Melleruds DC
- 1986/1987 No Name DC
- 1987/1988  Åkersberga DC
- 1988/1989  No Name DC
- 1989/1990  Kolingen
- 1990/1991  Kolingen
- 1991/1992  No Name DC
- 1992/1993  Atlantis DC
- 1993/1994  Atlantis DC
- 1994/1995  Atlantis DC
- 1995/1996  Dream Team

### Nordic Cup
Svenska Dartlandslaget, medaljer genom åren i Nordic Cup
Nordic Cup, en lagtävlan mellan de nordiska länderna, Danmark, Finland, Norge, Sverige och Island. Vissa år även Estland, Lettland, Litauen och Ryssland.

#### Lagtävlan medaljer (totalpoäng alla klasser)
- 1980 Silver herrar,
- 1981 Guld herrar,
- 1982 Guld Herrar,
- 1984 Silver Herrar,
- 1985 Silver Herrar,
- 1986 Guld Herrar,
- 1987 Guld Herrar,
- 1989 Guld Herrar,
- 1990 Silver Herrar,
- 1992 Guld Herrar,
- 1995 Silver Herrar
- 1996 Silver Herrar

#### Herrsingel medaljer
- 1980 Silver Lars Karlén
- 1981 Silver Stefan Lord
- 1982 Guld Stefan Lord
- 1989 Silver Mats Hildingsson
- 1990 Lars-Erik Karlsson
- 1992 Silver Magnus Caris
- 1993 Silver Magnus Caris
- 1994 Silver Göran Klemme
- 1996 Guld Stefan Nagy, Silver Ronny Röhr
- 2002 Guld Jonas Olovsson

#### Damsingel medaljer
- 1980 Guld Madeleine Sandberg, Silver Gun Deimark
- 1981 Silver Anki Ekman
- 1982 Silver Carina Sahlberg
- 1983 Guld Carina Sahlberg
- 1984 Silver Carina Sahlberg
- 1986 Guld Carina Sahlberg
- 1989 Guld Carina Sahlberg, Silver Hannele Varis
- 1990 Guld Yvonne Hyltén
- 1991 Guld Annette Ferm
- 1993 Silver Åsa Törmö

#### Herrdubbel medaljer
- 1981 Guld Björn Enqvist / Stefan Lord, Silver Mille Eriksson / Pelle Hamberg
- 1982 Guld Björn Enqvist / Stefan Lord, Silver Christer Pilblad / Kjell Kulán
- 1986 Guld Leif Hörnström / Gert Norling, Silver Stefan Lord / Christer Pilblad
- 1989 Silver Magnus Caris / Andreé Bomander
- 1992 Guld Magnus Caris / Stefan Nagy
- 1995 Guld Matti Rågegård / Ronny Röhr
- 1996 Silver Stefan Nagy / Peter Brolin

#### Damdubbel medaljer
- 1980 Guld Madeleine Sandberg / Susanne Sandberg, Silver Gunilla Åhlen / Anki Ekman
- 1981 Guld Mia Jansson / Carina Sahlberg, Silver Madeleine Sandberg / Susanne Sandberg
- 1982 Guld Carina Sahlberg / Madeleine Rosell
- 1983 Guld Sverige, Silver Sverige (namn saknas)
- 1984 Guld Carina Sahlberg / Marianne Wathén
- 1986 Guld Carina Sahlberg / Maarit Fagerholm
- 1989 Guld Hannele Varis / Cecilia Pettersson, Silver Carina Sahlberg / Anette Ferm
- 1991 Silver Anette Ferm / Helna Ohlsson
- 1992 Silver Anette Ferm / Helena Ohlsson

#### 4-mannalag medaljer
- 1980 Silver Sweden A Stefan Lord, Becke Johansson, Lars Karlén, Peter Hamberg
- 1981 Guld Sweden A Stefan Lord, Christer Pilblad, Björn Enqvist, Lars Carlén
- 1982 Guld Sweden B Peter Hamberg, Lars Carlén, John Marcusson, Douglas Melander
- 1982 Silver Sweden B Stefan Lord, Christer Pilblad, Björn Enqvist, Kjell Kulán
- 1983 Guld Sweden B John Marcusson, Roger Berengren ?, ?
- 1984 Guld Sweden A ?, ?, ?, ?
- 1987 Guld Sweden A Lars_Erik Karlsson, André Bomander, Stefan Lord, Magnus Caris
- 1989 Guld Sweden B Mikael Oskarsson, Leif Öhrling, Mats Hildingsson (3-mannalag detta år)
- 1990 Guld Sweden A Magnus Caris, Ulf Liman, Lars_Erik Karlsson, Lars Bergmark
- 1992 Guld Sweden A Magnus Caris, Michael Armblad, Stefan Nagy, Rejdar Henningsson

#### 4-kvinnolag medaljer
- 1980 Guld Sweden A Mia Jansson, Lotti Hult, Susanne Sandberg, Madeleine Sandberg
- 1982 Guld Sweden A Carina Sahlberg, Madeleine Rosell, Marianne Wathén, Anna-Kari Löfman-Thur,
- 1984 Guld Sweden A Marianne Wathén, Carina Sahlberg, ?, ?
- 1987 Guld Sweden A Maarit Fagerholm, Hannele Varis, Helena Ohlsson, Carina Sahlberg
- 1989 Guld Sweden A Cecilia Pettersson, Carina Sahlberg, Maarit Fagerholm ( 3-kvinnolag detta år)
- 1990 Silver Sweden Yvonne Hyltén, Hannele Varis, Carina Sahlberg, Annette Ferm
- 1991 Silver Sweden Annette Ferm, Helena Ohlsson, ?, ?
- 1992 Guld Sweden Annette Ferm, Monica Rundcrantz, Lotta Bengtsson, Helena Ohlsson
- 1996 Silver Sweden Kristiina Korpi, Linda Nilsson, Raija Johansson, Maud Jansson